# Oskar Blümm
Le titre de cet article comprend le caractère ü. Quand celui-ci n'est pas disponible ou n'est pas désirée, le nom de l'article peut être représenté comme Oskar Bluemm.
Oskar Blümm (26 juin 1884 à Zwiesel - 12 décembre 1951 à Ursberg) est un Generalleutnant allemand qui a servi au sein de la Heer dans la Wehrmacht pendant la Seconde Guerre mondiale.
Il a été récipiendaire de la croix de chevalier de la croix de fer. Cette décoration est attribuée pour récompenser un acte d'une extrême bravoure sur le champ de bataille ou un commandement militaire avec succès.

## Biographie
Blumm débute comme élève-officier le 22 septembre 1905 dans le 21e régiment d'infanterie royal bavarois (de). Au début de la Première Guerre mondiale, il sert comme adjudant dans l'armée royale de Bavière dans le 5e régiment d'infanterie royal bavarois (de), puis lieutenant dans le 18e régiment d'infanterie royal bavarois (de) en août 1914, il devient capitaine le 27 septembre 1916.
Après la guerre, il reste dans l'armée, où il est utilisé comme un commandant de compagnie. En octobre 1927, il travaille au ministère de la Défense. Le 1er avril 1928 il est promu au grade de major. Le 1er février 1933, il est promu au grade de lieutenant-colonel et devient commandant du 3e Bataillon du 21e Régiment d'infanterie.
En octobre 1934, il devient commandant du régiment d'infanterie de Bayreuth, plus tard le 42e Régiment d'infanterie. Le 1er février 1935, il est promu au grade de colonel et le 1er avril 1938 il est promu au grade de Major-général.
À la mobilisation générale du 26 août 1939, il prend le commandement de la 57e division d'infanterie (Allemagne), et avec elle, il participe à partir de septembre 1939 à octobre 1939, à la campagne de Pologne.
En mai 1940, il rejoint la 57e division d'infanterie (Allemagne) durant la bataille de France et en particulier à Abbeville lors de la Bataille d'Abbeville en juin 1940.
En décembre 1941, il participe à l'opération Barbarossa, il prend la ville importante et bien défendu de Poltava (Ukraine). Oscar Blumm reçoit le 23 novembre 1941, la croix de chevalier de la croix de Fer.
D'octobre 1941 à avril 1942, il rejoint les réserves, d'avril à octobre 1942, il prend le commandement de la 57e division d'infanterie (Allemagne),  après quoi il a été de nouveau transféré dans la réserve. En novembre 1942, il devient commandant de la 407e Division d'infanterie.
Il est tombé malade le 1er avril 1945 et est, 26 avril 1945, prisonnier de guerre aux troupes alliées, il est libéré en 1947.
Oskar Blumm a vécu après la guerre en Ursberg, où il mourut le 12 octobre 1951. Son épouse Henriette Blumm est décédé le 29 avril 1991 à l'âge de 97 ans à Washington.

## Décorations
- Croix de fer (1914)
  - 2e classe (28 septembre 1914)
  - 1re classe (14 mars 1916)
- Croix d'honneur des combattants 1914-1918 (15 février 1935)
- Médaille de l'Anschluss
- Médaille des Sudètes
- Agrafe de la croix de fer (1939)
  - 2e classe (24 septembre 1939)
  - 1re classe (6 octobre 1939)
- Médaille du Front de l'Est
- Croix de chevalier de la croix de fer
  - Croix de chevalier le 23 novembre 1941 en tant que generalleutnant et commandant de la 57. Infanterie-Division[1]